# Sam Worthington
Sam Worthington (2 d'agost de 1976, Godalming, Surrey, Anglaterra (Regne Unit)) és un actor australià d'origen anglès que es va mudar a Perth (Austràlia) amb la seva família durant la seva infància.
Worthington és conegut pels seus papers a les pel·lícules Avatar, Terminator Salvation i Clash of the Titans, i va ser un dels candidats a interpretar James Bond a Casino Royale (2006).

## Biografia
Worthington va néixer en Godalming, Surrey, Anglaterra; però durant la seva infància es va traslladar a Perth, Austràlia.
El seu pare Ronald "Ron" Worthington, era empleat en una planta energètica i la seva mare Jeanne Worthington mestressa de casa. Té una germana, Lucinda Worthington.
Va anar al John Curtin College of The Arts, però finalment va abandonar l'escola als disset anys i es va dedicar a la construcció i a alguns treballs esporàdics, establint-se a Sydney. Quan tenia dinou anys i treballava com a paleta, va fer una prova pel National Institute of Dramatic Art (NIDA) on va ser acceptat i es va graduar el 1998.
Després de graduar-se el 1998, Worthington va realitzar una producció sobre el Petó de Judes per a la productora Company B en el Belvoir St Theatre. 
Va seguir actuant en una sèrie d'Austràlia, en pel·lícules i sèries de televisió, incloent una funció, Bootmen i actuacions en Dirty Deeds, Gettin Square (La Revenja),Somersault i Macbeth. Worthington va guanyar el 2004 el Premi al Millor Actor Principal pel seu paper en Somersault. 
El 2004 es va unir a l'elenc recurrent de la primera temporada de l'aclamada sèrie australiana Love My Way on va interpretar a Howard Light, l'ex-promès de Julia Jackson (Asher Keddie).
La carrera internacional de Worthington al cinema va començar amb una sèrie de petits papers a Hollywood en produccions com Hart's War i The Great Raid, que es va rodar a Austràlia. Va ser un de diversos actors candidats per fer el paper de James Bond (que Pierce Brosnan havia deixat) per a la pel·lícula de 2006 Casino Royale. El director, Martin Campbell va declarar que només Worthington i Henry Cavill van resultar finalistes i en renyida competició amb el guanyador al final, Daniel Craig.
El 2007 el director James Cameron el va triar per al paper principal de la pel·lícula Avatar. El 12 de febrer de 2008 va saltar la notícia que havia estat triat, per recomanació de Cameron, per al paper de Marcus Wright en Terminator Salvation.
El 2010 va posar la seva veu al personatge d'Alex Mason del videojoc "Call of duty: Black Ops".
El 2015 apareix en la pel·lícula Everest on dona vida a Guy Cotter. La pel·lícula està basada en els fets reals que van tenir lloc durant el desastre del Everest de 1996 on diversos alpinistes van morir.

## Filmografia
| Any  | Títol                         | Personatge                                            | Notes              |
| ---- | ----------------------------- | ----------------------------------------------------- | ------------------ |
| 2000 | JAG                           | Dunsmore - Boomerang: Part 1 (2000)                   | Sèrie de televisió |
| 2000 | Water Rats                    | Phillip Champion - Able to Leap Tall Buildings (2000) | Sèrie de televisió |
| 2000 | Bootmen                       | Mitchell                                              |                    |
| 2000 | Blue Heelers                  | Shane Donovan - Bloodlines (2000)                     | Sèrie de televisió |
| 2001 | Matter of Life                | Our Hero                                              |                    |
| 2002 | Hart's War                    | Cpl. B.J. 'Depot' Guidry                              |                    |
| 2002 | Dirty Deeds                   | Darcy                                                 |                    |
| 2003 | Gettin' Square                | Barry 'Wattsy' Wirth                                  |                    |
| 2004 | Thunderstruck                 | Ronnie                                                |                    |
| 2004 | Somersault                    | Joe                                                   |                    |
| 2004 | Blue Poles                    | Miles                                                 |                    |
| 2004 | Love My Way                   | Howard Light (2004-2005)                              | Sèrie de televisió |
| 2005 | The Great Raid                | PFC Lucas                                             |                    |
| 2005 | Fink!                         | Able                                                  |                    |
| 2005 | The Surgeon                   | Dr. Sam Dash                                          | Sèrie de televisió |
| 2006 | Macbeth                       | Macbeth                                               |                    |
| 2006 | Two Twisted                   | Gus Rogers - Delivery Man (2006)                      | Sèrie de televisió |
| 2007 | Rogue                         | Neil                                                  |                    |
| 2009 | Avatar                        | Jake Sully                                            |                    |
| 2009 | Terminator Salvation          | Marcus Wright                                         |                    |
| 2009 | Last Night                    | Michael Reed                                          |                    |
| 2010 | The Debt                      | David, de jove                                        |                    |
| 2010 | Clash of the Titans           | Perseu                                                |                    |
| 2017 | The Shack                     |                                                       |                    |
| 2022 | Avatar : el sentit de l'aigua | Jake Sully                                            |                    |
| 2024 | Avatar 3                      | Jake Sully                                            |                    |